# Adam Hrycaniuk
Adam Grzegorz Hrycaniuk (Myślibórz, 15 marzo 1984) è un cestista polacco.

## Carriera
Con la Polonia ha disputato i Campionati mondiali del 2019 e tre edizioni dei Campionati europei (2011, 2013, 2017).

## Palmarès
- Campionato polacco: 5

Asseco Prokom Gdynia: 2009-10, 2011-2012
Zielona Góra: 2014-2015, 2015-2016, 2016-2017
- Coppa di Polonia: 2

Zielona Góra: 2015, 2017
- Supercoppa polacca: 2

Prokom Gdynia: 2010
Zielona Góra: 2015